# Церковь Георгия на Торгу
Церковь Великомученика Гео́ргия на Торгу́ — недействующий православный храм в северной части Ярославова Дворища в Великом Новгороде, на перекрёстке Большой Московской и Ильиной улицы. В непосредственной близости находится церковь Иоанна на Опоках.
Представляет собой бесстолпную одноапсидную постройку типа «восьмерик на четверике» с подцерковьем. Увенчана небольшой главкой. Фасады обработаны лопатками, пилястрами, завершены карнизами. Окна с лучковыми и полуциркульными завершениями, большинство окон украшены богатыми наличниками.

## История
Первое упоминание о деревянной церкви Георгия относится к 1356 году. Деревянную постройку сменила каменная, выстроенная жителями Лубяницы (лубянцами) — улицы, которая некогда проходила через Торг (городской рынок). Церковь несколько раз горела и отстраивалась вновь. В 1615 году у церковного здания имелось два придела — с южной и северной стороны. В 1747 году обвалились верхние своды. В 1750—1754 годах была вновь восстановлена.

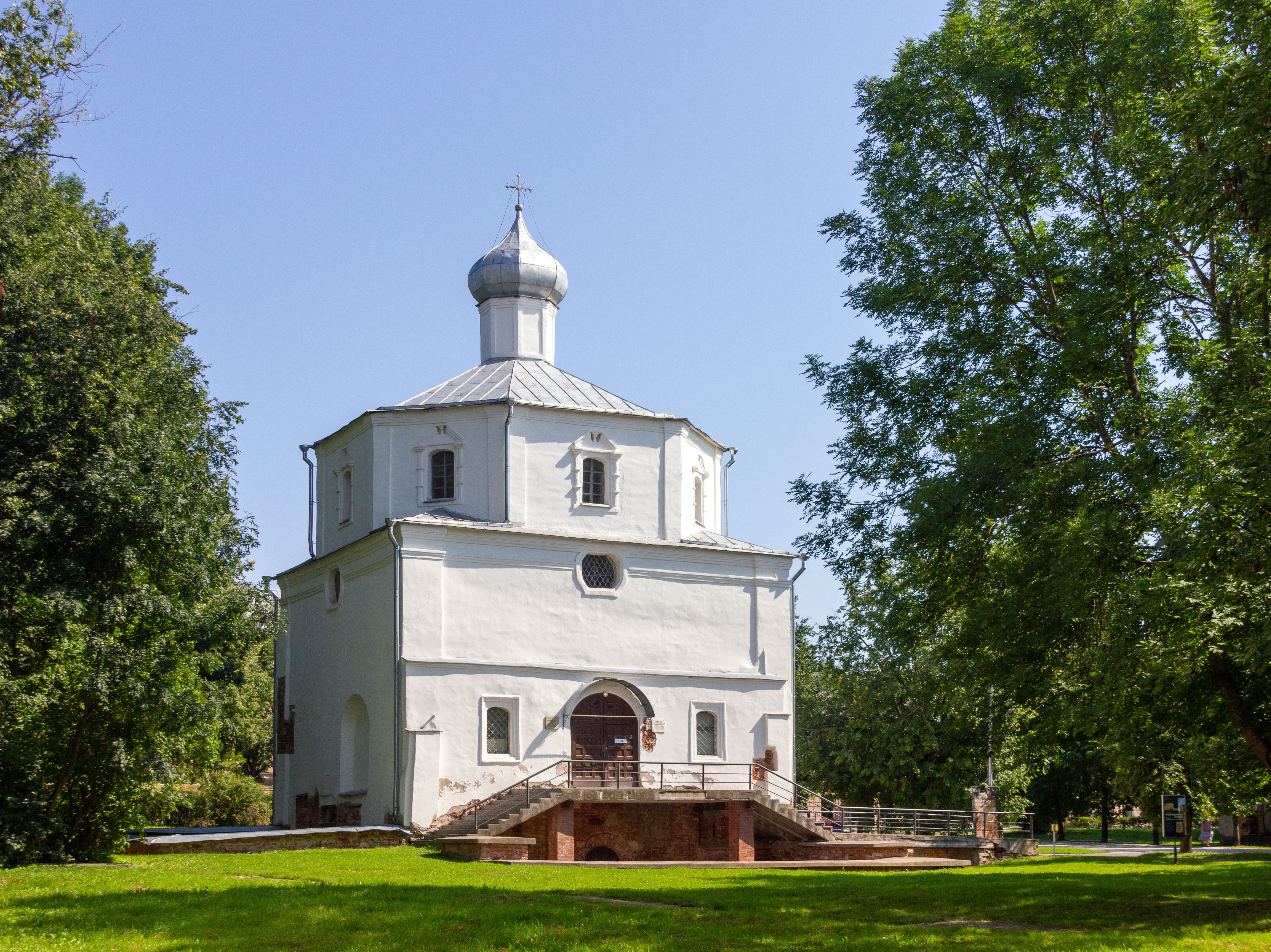
Вид с северо-запада

В послереволюционном Новгороде церковь Георгия на Торгу вместе с церковью Ильи на Славне дольше других оставались действующими.
Во время Великой Отечественной войны была повреждена незначительно. В ходе восстановительных работ, начавшихся в 1952 году, были разобраны на кирпич все пристройки и хорошо сохранившаяся церковная колокольня. Археологические исследования 1973—1976 годов позволили выявить остатки ранних деревянных пристроек. На снимках 1944 года видно, что у церкви сохранились своды, однако нет барабана и купола, которые, вероятно, были уничтожены в довоенное время.

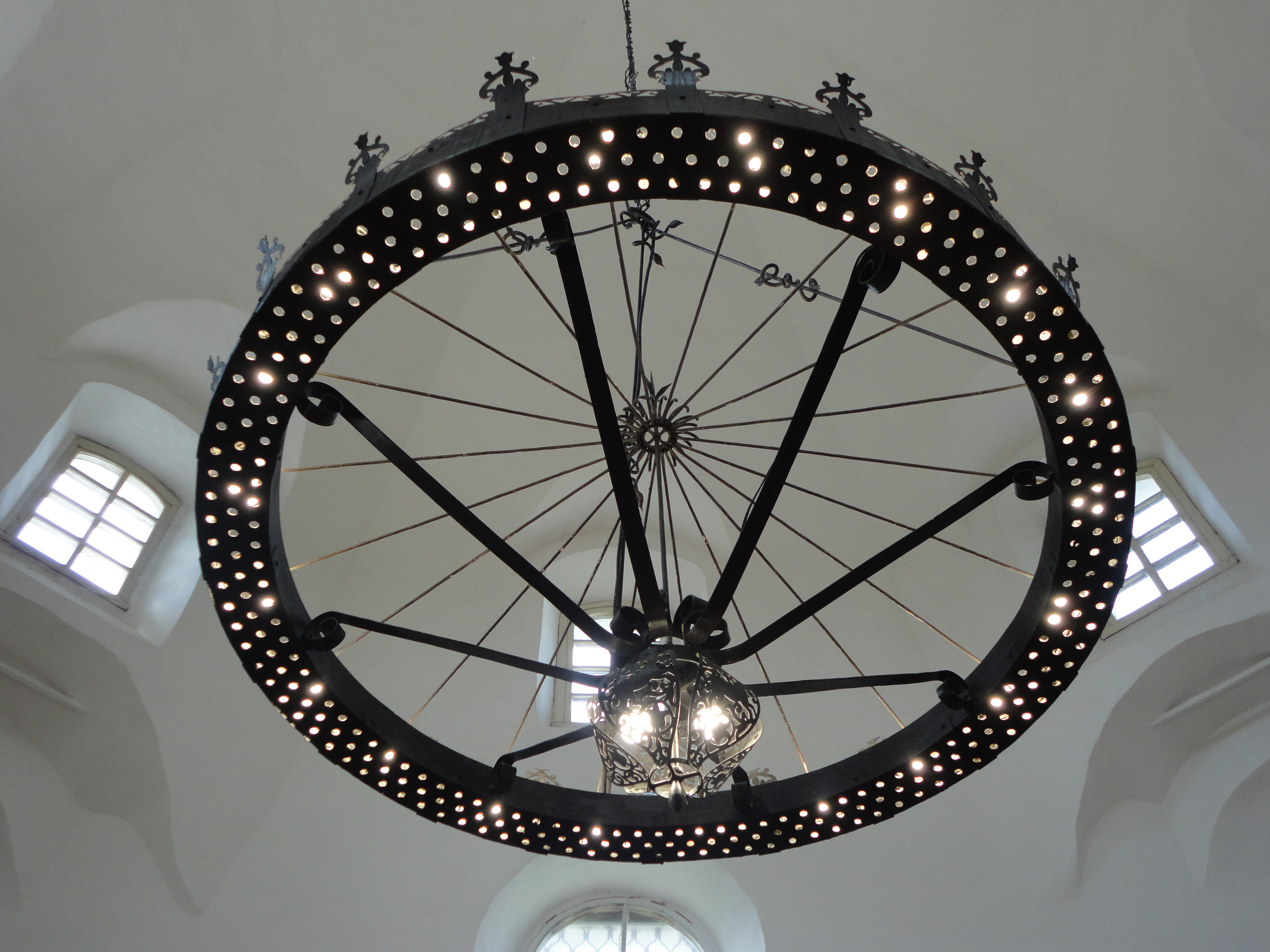
паникадило внутри храма

В поздний советский период в церкви располагался сувенирный магазин. В настоящее время — выставка исторической новгородской фотографии.